# Бъфало Бил и индианците
„Бъфало Бил и индианците“ (на английски: Buffalo Bill and the Indians) е американски драматичен филм от 1976 година на режисьора Робърт Олтмън по сценарий, написан от него в съавторство с Алан Рудолф, на базата на пиесата „Индианци“ на Артър Копит. Главната роля се изпълнява от Пол Нюман.

## Сюжет
Историята започва през 1885 г. с пристигането на важна нова гостуваща звезда в predstawlenieto голямата илюзия на Бъфало Бил Коди – Седящият бик. За учудване на Коди, Седящият бик се оказва, че не е убийствен дивак, а истинско въплъщение на това, което белите вярват в собствената си история на запад. Той е тихо героичен и морално чист.

## В ролите
| Изпълнител       | Роля          |
| ---------------- | ------------- |
| Пол Нюман        | Бъфало Бил    |
| Джералдин Чаплин | Ани Оукли     |
| Бърт Ланкастър   | Нед Бунтлайн  |
| Кевин Маккарти   | Майор Бърк    |
| Джоуел Грей      | Нат Салисбъри |
| Харви Кайтел     | Ед Гудман     |
| Франк Какуитс    | Седящият бик  |

## Награди и номинации
- 1976 Печели награда „Златна мечка“ на филмовия фестивал в Берлин.